# Aspidoscelis marmorata
Aspidoscelis marmorata là một loài thằn lằn trong họ Teiidae. Loài này được Baird & Girard mô tả khoa học đầu tiên năm 1852.